# مارفن مورغان جونيور
مارفن مورغان جونيور (بالإنجليزية: Marvin Morgan, Jr.)‏ هو لاعب كرة قدم جامايكي في مركز الوسط، ولد في 17 أغسطس 1992 في كينغستون في جامايكا. شارك مع منتخب جامايكا تحت 17 سنة لكرة القدم ومنتخب جامايكا تحت 20 سنة لكرة القدم ومنتخب جامايكا لكرة القدم. أما مع النوادي، فقد لعب مع نادي بويز تاون ونادي ووتر هاوس.

## وصلات خارجية
- مارفن مورغان جونيور على موقع ناشيونال فوتبول تيمز (الإنجليزية)
- مارفن مورغان جونيور على موقع Soccerway.com (الإنجليزية)